# دکامروتیکوس
دکامروتیکوس (ایتالیایی: Decameroticus) یک فیلم کمدی ایتالیایی به کارگردانی جولیانو بیاجتی است که در سال ۱۹۷۲ منتشر شد. این فیلم با الهام از رمان‌هایی از جووانی بوکاچو، پیترو آرتینو و ماتئو باندلو ساخته و به پنج قسمت تقسیم می‌شود که موضوع اصلی آنها، شوهری بی‌غیرت است.

## گزیدهٔ بازیگران
- ریکاردو گارونه
- ادا فرونائو
- ساندرو دری
- ارکیده‌آ د سانتیس
- پوپو د لوکا
- اومبرتو دورسی
- آلدو بوفی لندی
- آنتونیا سانتیلی
- پیترو توردی
- گابریلا جورجلی
- کورادو اولمی
- کریستا نل
- مارگارت رُزه کایل